# Pio d'Emilia
Pio d'Emilia (Roma, 18 luglio 1954 – Tokyo, 7 febbraio 2023) è stato un giornalista italiano, corrispondente di Sky TG24 in Giappone e autore di svariati articoli su testate giornalistiche italiane e straniere come l'Avvenire, Il Messaggero, il manifesto, Tokyo Shinbun e Shukan Shincho.

## Biografia
Pio d'Emilia nacque nel 1954, a Roma. A venticinque anni, dopo aver conseguito la laurea presso la Facoltà di Giurisprudenza dell'Università degli Studi di Roma, svolse un praticantato presso uno studio legale; in seguito proseguì gli studi in Giappone presso l'Università Keio.
Successivamente acquisì la qualifica di giornalista: oltre ad articoli, inviati da Tokyo, sull'Estremo Oriente (per conto del quotidiano il manifesto), collaborò con L'Espresso, la RAI e varie altre testate giornalistiche. Inoltre operò in aree pericolose come la Georgia e la Birmania, paesi dilaniati dalla guerra.
In seguito al terremoto e maremoto del Tōhoku del 2011, d'Emilia fu l'unico giornalista straniero, insieme al giornalista Stefano Carrer corrispondente da Tokyo de Il Sole 24 Ore, ad andare presso la centrale nucleare di Fukushima; egli documentò l'area del disastro per trenta giorni. Nel giugno dello stesso anno, pubblicò il libro Tsunami Nucleare, da cui è successivamente stato tratto il documentario Fukushima: A Nuclear Story diretto da Matteo Gagliardi.
Il 2 maggio 2019, d'Emilia presentò il documentario (condotto e diretto da lui stesso) Yi Dai Yi Lu - One Belt One Road: uno spaccato sulla crescita economica della Cina, tramite l'analisi dello sviluppo della Nuova via della seta.

## Curiosità
- Nel 1982, d'Emilia gareggiò (in coppia con il collega Jurek Martin del Financial Times), in una partita di tennis contro l'allora principe ereditario Akihito, battendolo per 6-3, 6-1.[7]